# 주감
주감(周堪, ? ~ ?)은 전한 후기의 학자이자 관료로, 자는 소경(少卿)이며 제군 사람이다.

## 생애
공패와 함께 유학자 하후승에게서 《서경》을 배워 역관령(譯官令)이 되고, 석거각(石渠閣)에서의 토론에 참여하였다. 훗날 태자소부(太子少傅)에 임명되어 원제를 가르쳤다.
황룡 원년(기원전 49년), 선제의 임종 때 주감은 외척 사고·태자태부(太子太傅) 소망지와 함께 금중으로 부름을 받았다. 원제는 사고를 대사마·거기장군, 소망지를 전장군·광록훈, 주감을 광록대부에 임명하고 모두 영상서사(領尙書事)로서 원제를 보필하도록 명하였다. 원제는 소망지와 주감을 중용하였고, 이들은 원제를 지도하는 한편 유갱생 등을 임용하였다. 그러나 선제 때부터의 권신인 중서(中書) 홍공·석현 및 외척 사고와 대립하였고, 초원 2년(기원전 47년) 소망지는 실각하여 자결하였고 주감은 파면되었다.
소망지를 죽게 한 것을 후회한 원제는 이듬해 주감을 광록훈으로 발탁하였고, 또 주감의 제자인 장맹을 광록대부급사중에 임명하여 이들을 신임하였다. 홍공·석현은 이들을 미워하여 참언하였고, 결국 주감은 하동태수로, 장맹은 괴리령(槐里令)으로 좌천되었다.
영광 4년(기원전 40년), 원제는 다시 주감을 영상서사에, 장맹을 급사중에 임명하였다. 그러나 주감은 병들어 말조차 할 수 없었고, 장맹은 석현의 무고로 자결하였다.
건소 2년(기원전 37년), 《역경》의 대가 경방이 관료를 평가하는 제도를 새로이 상주하였을 때 광록대부 주감은 어사대부 정홍과 함께 처음에 반대하였으나 찬성으로 입장을 돌렸다.
제자로 모경(牟卿)과 허상을 두었고, 후손 주흥사는 《천자문》을 저술하였다.